# ヤマハ・タウニィ

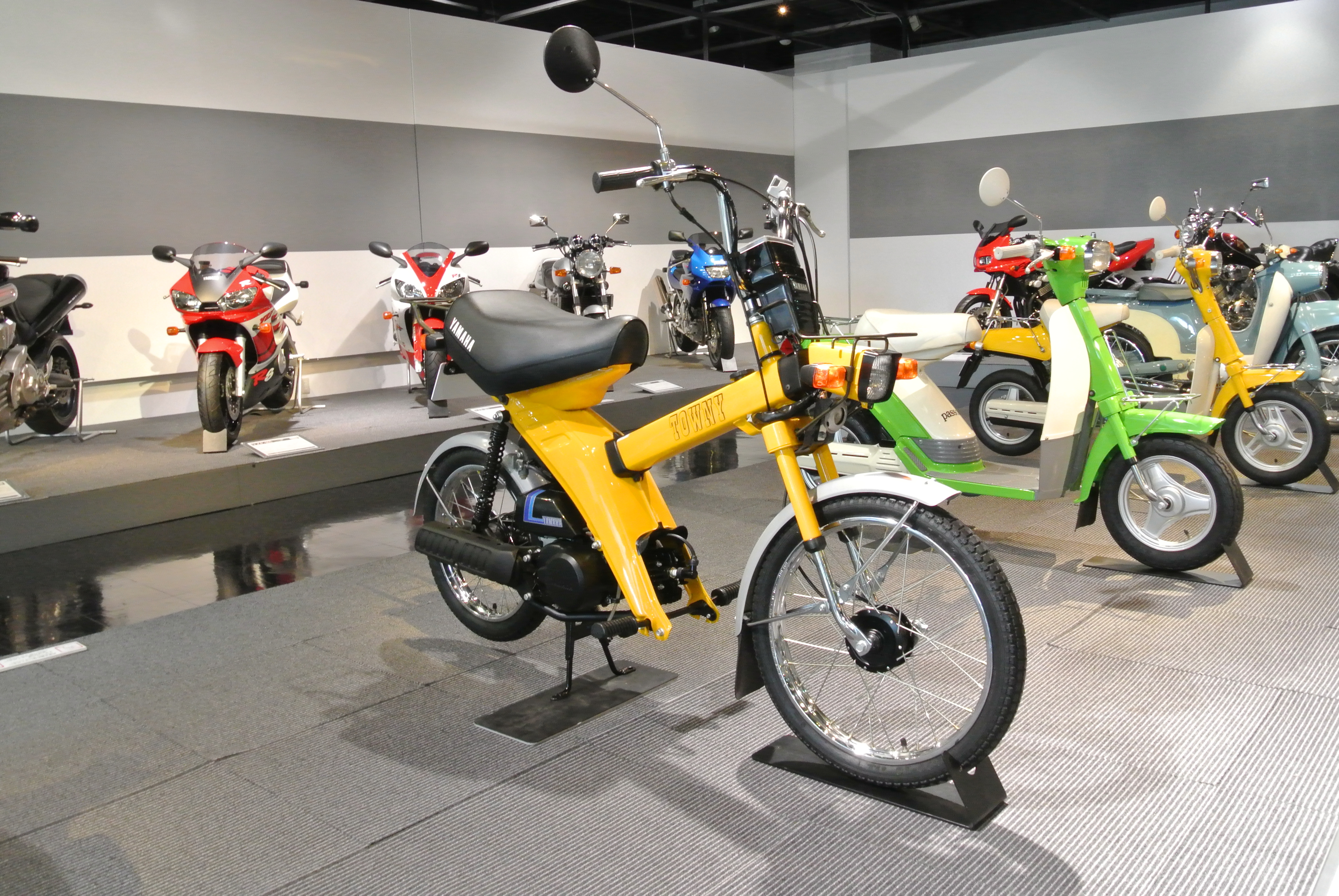
タウニィ

タウニィ (TOWNY) は、ヤマハ発動機が製造していたオートバイ（原動機付自転車）である。正式型番はMJ50。

## 概要
1980年3月発売。パッソル、パッソーラ、キャロットなど女性向けのソフトバイクがヒットする中で、「男のソフトバイク」をキャッチフレーズに30代男性をターゲットに、既存のキャロット（MA50）を基に再設計・再開発された。CMキャラクターは渡辺貞夫。テレビCMが話題となり「いいなあ、これ」「いいでしょう、これ」「いいなあ、あれ」の台詞が流行した。発売当時の価格は89,800円。
搭載エンジンは2ストローク単気筒49ccで最高出力は2.8ps。トランスミッションは2速オートマチックでシャフトドライブを採用。タイヤは前後でサイズが異なり、前輪16インチ、後輪14インチが採用された。